# El caballo blanco
El caballo blanco ist ein Western aus mexikanisch-spanischer Koproduktion. Der von Rafael Baledón inszenierte Film mit dem beliebten Sänger/Schauspieler Joselito in der Hauptrolle wurde 1961 gedreht. Eine deutschsprachige Erstaufführung fand nicht statt; in Mexiko wurde der Film erstmals am 15. Februar 1962 gezeigt.

## Handlung
Im ausgehenden 19. Jahrhundert sterben die Eltern von Joselito; so wird der Junge zu seiner Großmutter nach Mexiko geschickt. Auf dem Weg zum Dorf, in dem sie lebt, wird die Kutsche, in der Joselito reist, von Banditen überfallen. Nach gelungener Flucht irrt er umher und trifft auf den Rancher Antonio, bei dem er bleibt und mit dem er sich anfreundet. Er erhält Reitunterricht und als Geschenk ein weißes Pferd, auf dem er von Antonio bis nach Ocatlan zu seiner Großmutter begleitet wird. Da diese viel Gold besitzt, wird Joselito aber von Banditen entführt, die auf ein Lösegeld hoffen. Als der Anführer der Gang von Joselito als der erkannt wird, der auch den Kutschenraub anführte, versucht er, den Knaben zu töten. Er wird von Antonio gerettet, doch sein weißes Pferd erleidet tödliche Verletzungen. Dann kehren sie zur Großmutter zurück; Antonio heiratet Joselitos Lehrerin Juliet und wird somit sein Stiefvater.

## Kritik
„Die einfache Handlung wurde mit bescheidenen Ansprüchen inszeniert“, so Alfaro de la Vega. Gelobt wurde die Fotografie.